# Bole Dipenda
Bole Dipenda est un village du Cameroun situé dans le département de la Meme et la Région du Sud-Ouest. Il fait partie de la commune de Mbonge.

## Population
Bole I et Bole Dipenda ont d'abord constitué des quartiers de Bole Bakundu.
Lors du recensement national de 2005, la localité comptait 625 habitants.